# Giải thưởng Truyền hình Quốc tế Seoul
Giải thưởng Truyền hình Quốc tế Seoul (tiếng Hàn: 서울 국제 드라마 어워즈), thường được gọi là SDA,  là một lễ trao giải thường niên có trụ sở tại Seoul, Hàn Quốc nhằm tôn vinh những tác phẩm truyền hình xuất sắc trên toàn thế giới.
Giải thưởng phim truyền hình Seoul lần thứ 16 sẽ được tổ chức từ ngày 20 đến ngày 22 tháng 10 năm 2021 tại Culture Plaza, Seoul. Có 238 tác phẩm từ 41 quốc gia đã tranh giành giải thưởng trong lễ trao giải này. Lễ trao giải diễn ra trực tuyến vào ngày 21 tháng 10 mà không có khán giả và người xem, do Park Eun-bin và Cha Eun-woo của Astro cầm trịch. Nó đã được phát sóng trực tiếp thông qua kênh MBC và YouTube. Những người đã được chích ngừa COVID-19 và một số người chiến thắng trong và ngoài nước đã tham dự lễ trao giải năm nay theo các quy tắc an toàn đối với COVID-19.

## Chiến thắng

### Giải thưởng lớn (Daesang)

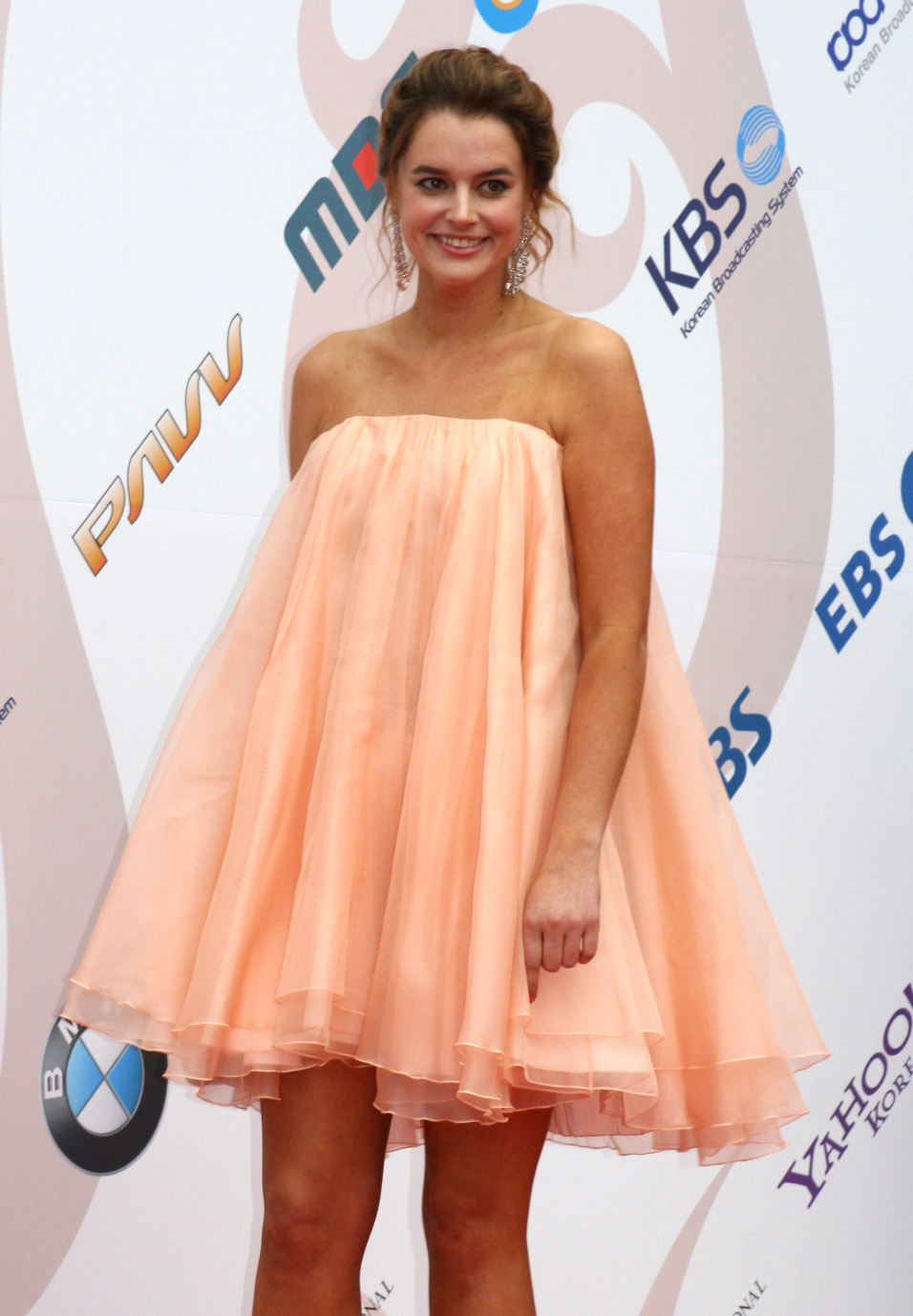
Nữ diễn viên Na Uy Charlotte Frogner tham dự Giải thưởng Phim truyền hình Quốc tế Seoul năm 2009

| Năm  | Daesang               | Chú Thích     |
| ---- | --------------------- | ------------- |
| 2008 | Missing               | [ 9 ]         |
| 2009 | Memoirs in China      | [ 10 ] [ 11 ] |
| 2010 | Shoe-shine Boy        | [ 12 ]        |
| 2011 | Tam Quốc              | [ 13 ]        |
| 2012 | Cuộc Chiến Hoàng Cung | [ 14 ]        |
| 2013 | Prisoners of War      | [ 15 ] [ 16 ] |
| 2014 | Kaboul Kitchen        | [ 17 ]        |
| 2015 | Naked Among Wolves    | [ 18 ] [ 19 ] |
| 2016 | The Night Manager     | [ 20 ]        |
| 2017 | This is Us            | [ 21 ]        |
| 2018 | Babylon Berlin        | [ 22 ]        |
| 2019 | On the Spectrum       | [ 23 ]        |
| 2020 | Orphans of a Nation   | [ 24 ]        |
| 2021 | Missing Child         | [ 25 ]        |
| 2022 | Help                  | [ 26 ]        |

### Các Chương Trình
Chiến thắng nhận giải "Golden Bird Prize," và á quân nhận giải "Silver Bird Prize."
| Năm  | Phim Truyền Hình Hay Nhất                                               | Phim Ngắn Hay Nhất                                                                                                | Phim Bộ Hay Nhất                                                      | Phim Dành Cho Thiếu Niên Hay Nhất      | Phim Hài Hay Nhất | Giải Thưởng Đặc Biệt                                                                            | Giải Thưởng Đặc Biệt Của BGK                                                         | Chú thích     |
| ---- | ----------------------------------------------------------------------- | --- | --------------------------------------------------------------------- | -------------------------------------- | ----------------- | ----------------------------------------------------------------------------------------------- | ------------------------------------------------------------------------------------ | ------------- |
| 2006 | - The Violin - Á Quân: What Shall We Expect Tomorrow?                   | - Tên tôi là Kim Sam Soon - Á quân: Watch for the Happiness - Á quân: Crying Out Love, in the Center of the World | - Kiều gia đại viện - Á quân: Hải thần                                | —                                      | —                 | —                                                                                               | - Holed Slipper for Hamdani - Bird, Bird - White Walls                               | [ 27 ]        |
| 2007 | - A Dwarf Launches a Little Ball - Á quân: Prime Suspect: The Final Act | - Nodame Cantabile - Á quân: Vương triều Tudors                                                                   | - Nằm gai nếm mật - Á quân: Remember When                             | - Xấu hổ - Á quân: Jump 2              | —                 | - The Iron Handed Phantom - Mayavi - Á quân: KHALA Word of Honor - Á quân: Memories - Jail Bars | Can                                                                                  | [ 28 ] [ 29 ] |
| 2008 | - Devastation - Á quân: Kobra's Decision                                | - Ella Blue - Á quân: Skins                                                                                       | - Hero Without a Name - Á quân: Cô dâu vàng                           | - Jungle Fish - Á quân: Đôi giày Ba-lê | —                 | - The Tutor - Á quân: Secrets of This House                                                     | —                                                                                    | [ 9 ]         |
| 2009 | - The Englishman's Boy - Á quân: The Shopping Trip                      | - Maria - Á quân: Beethoven Virus                                                                                 | - The Slingshot - Á quân: The Cartel                                  | —                                      | —                 | - Token - Fighting Spiders - Eva Fonda                                                          | - Taipei 24H - Live a Luxurious and Dissipated Life                                  | [ 10 ] [ 11 ] |
| 2010 | - The Summit - Á quân: The Day of the Triffids                          | - The Slave Hunters - Á quân: Jin                                                                                 | - Thiện Đức nữ vương - Á quân: Murdoch Mysteries season 3             | —                                      | —                 | - Ghost season 2 - Tình yêu và định mệnh - Where's Elisa?                                       | Yeh Rishta Kya Kehlata Hai                                                           | [ 12 ]        |
| 2011 | - Shades of Happiness - Á quân: When Harvey Met Bob                     | - Luther - Á quân: The Pillars of the Earth                                                                       | - In the Name of Honour - Á quân: Passione                            | —                                      | —                 | - Eagle Four - The Amazing Extraordinary Friends season 5 - The Dandelion                       | —                                                                                    | [ 13 ]        |
| 2012 | - Homevideo - Á quân: Calm at Sea                                       | - Những kỳ vọng lớn lao - Á quân: Sherlock series 2                                                               | - The Princess' Man - Á quân: The Firm                                | —                                      | —                 | - Memories - Fist - Ezel - The Bomber                                                           | —                                                                                    | [ 14 ]        |
| 2013 | - The Jewish Cardinal - Á quân: Welcome and...Our Condolences           | - Generation War - Á quân: The Half Brother                                                                       | - Gran Hotel season 2 - Á quân: Kẻ truy đuổi                          | —                                      | —                 | - The Perfect Day - Salam, New York!                                                            | Yeh Rishta Kya Kehlata Hai                                                           | [ 15 ] [ 30 ] |
| 2014 | - Barefoot on Red Soil - Á quân: The Fat & The Angry                    | - Mammon - Á quân: Thiên thần áo trắng                                                                            | - Hoàng hậu Ki - Á quân: The Tide                                     | —                                      | —                 | - Baby Cans - Galileo season 2                                                                  | —                                                                                    | [ 31 ]        |
| 2015 | The Good Sister                                                         | Misaeng: Incomplete Life                                                                                          | Jikulumessu - Open Your Eyes                                          | —                                      | —                 | —                                                                                               | - Deng Xiaoping at History's Crossroads - Home Away from Home - The American Letters | [ 19 ]        |
| 2016 | - Don’t Leave Me - Á quân: Sabena Hijacking: My Version                 | - Deutschland 83 - Á quân: Mr. Robot                                                                              | - Lục long tranh bá - Á quân: Bích huyết thư hương mộng               | —                                      | Baskets           | —                                                                                               | - Journey - Endless Love                                                             | [ 20 ]        |
| 2017 | - Redemption Road - Á quân: Red Teacher                                 | - Please, Love Me - Á quân: Deep Water                                                                            | - The Slave Mother - Á quân: Brave and Beautiful                      | —                                      | Fleabag           | —                                                                                               | - We Are One - P.O.W – Bandi Yudh Ke                                                 | [ 21 ]        |
| 2018 | - 54 Hours - Á quân: Crocodile                                          | - Người mẹ - Á quân: Safe Harbour                                                                                 | - Candice Renoir - Á quân: Filthy Rich                                | —                                      | The New Black     | —                                                                                               | The Memoir of Majie                                                                  | [ 22 ]        |
| 2019 | - Billy - Á quân: Lotte am Bauhaus                                      | - The Little Drummer Girl - Á quân: Invisible Heroes                                                              | - Hoàng Kim Đồng - Á quân: Crash                                      | —                                      | —                 | —                                                                                               | - Breasts - The Herd                                                                 | [ 23 ]        |
| 2020 | - The Turncoat - Á quân: Everything and Nothing                         | - World on Fire - Á quân: Itaewon Class                                                                           | - Bolívar - Á quuân: Mr. Fighting                                     | —                                      | —                 | —                                                                                               | - The Cage - XX                                                                      | [ 24 ]        |
| 2021 | - Federica Montseny, The Woman Who Speaks - Á quân: This House is Mine  | - The Investigation - Á quân: The Bad Kids                                                                        | - Penthouse: Cuộc chiến thượng lưu - Á quân: Lấy danh nghĩa người nhà | —                                      | —                 | —                                                                                               | - Bonus Vacation - Atlantic Crossing - The Pit S4                                    | [ 25 ]        |

### Cá nhân
| Năm  | Nam Diễn Viên Xuất Sắc Nhất                           | Nữ Diễn Viên Xuất Sắc Nhất                    | Đạo Diễn Xuất Sắc Nhất                                           | Biên Kịch Xuất Sắc Nhất                           | Quay Phim Xuất Sắc Nhất                             | Đạo Diễn Âm Nhạc Xuất Sắc Nhất             | Đạo Diễn Nghệ Thuật Xuất Sắc Nhất | Chú thích                   |
| ---- | ----------------------------------------------------- | --------------------------------------------- | ---------------------------------------------------------------- | ------------------------------------------------- | --------------------------------------------------- | ------------------------------------------ | --------------------------------- | --------------------------- |
| 2006 | Michael Therriault của Prairie Giant                  | Lu Yuan của Watch for the Happiness           | Akihiko Ishimaru của Crying out Love, in the Center of the World | Patrick Bucley của Family Portrait                | Kim Seung-hwan của Hải thần                         | Taro Iwashiro của The Violin               | Min Eon-ok của Princess Hours     |                             |
| 2007 | Kimura Takuya của The Grand Family                    | Helen Mirren của Prime Suspect: The Final Act | Takeuchi Hideki của Nodame Cantabile                             | Frank Deasy của Prime Suspect: The Final Act      | Shi Luan của The Great Revival                      | Takeuchi Hideki của Nodame Cantabile       | Lee Cheol-ho của Hwang Jini       |                             |
| 2008 | Dvir Benedek của The Tutor                            | Pan Li-li của Artemisia                       | Carlos Sedes, Manuel Palacios của Missing                        | Gao Mantang, Sun Jianye của Chuang Guandong       | Piotr Wojtowicz của Let's Go to the Movies Tomorrow | Braam Du Toit, Ronelle Loots của Ella Blue | Huo Wan của Hero Without a Name   | [ 9 ]                       |
| 2009 | Akira Kume của The Shopping Trip                      | Charlotte Frogner của Maria                   | Duane Clark của XIII: The Conspiracy                             | Marc Didden của The Emperor of Taste              | —                                                   | —                                          | —                                 | [ 10 ] [ 11 ] [ 32 ] [ 33 ] |
| 2010 | Carl-Kristian Rundman của Easy Living                 | Margôt Ros, Maike Meijer của Tower C          | Nick Copus của The Summit                                        | Craig Warner của The Last Days of Lehman Brothers | —                                                   | —                                          | —                                 | [ 12 ]                      |
| 2011 | Trần Kiến Bân của Tam Quốc                            | Na Moon-hee của It's Me, Grandma              | Miguel Alexandre của Shades of Happiness                         | Albert Espinosa của The Red Band Society          | —                                                   | —                                          | —                                 | [ 7 ] [ 13 ]                |
| 2012 | Jonas Nay của Homevideo                               | Christine Neubauer của Hanna's Decision       | Brian Kirk của Great Expectations                                | Sarah Phelps của Great Expectations               | —                                                   | —                                          | —                                 | [ 14 ]                      |
| 2013 | Lee Moon-sik của Sangkwon                             | Lucy Liu for Elementary                       | Philipp Kadelbach của Generation War                             | Lars Lundström của Real Humans                    | —                                                   | —                                          | —                                 | [ 15 ] [ 30 ]               |
| 2014 | Edgar Selge for A Blind Hero - The Love of Otto Weidt | Kim Hee-ae của Tình yêu bị cấm đoán           | Cecilie Mosli của Mammon                                         | María Jaén của Barefoot on Red Soil               | —                                                   | —                                          | —                                 | [ 31 ]                      |
| 2015 | Engin Akyürek của Black Money Love                    | Simona Stašová của The Self Lover             | —                                                                | —                                                 | —                                                   | —                                          | —                                 | [ 19 ]                      |
| 2016 | Azat Seitmetov của Father                             | Samia Sassi của Don’t Leave Me                | Susanne Bier của The Night Manager                               | Eva Spreitzhofer của Little Big Voice             | —                                                   | —                                          | —                                 | [ 20 ]                      |
| 2017 | Kerem Bürsin của Heart of the City                    | Alexandra Nikiforova của Anna Detective       | Urs Egger của Gotthard                                           | Rodica Doehnert của Das Sacher                    | —                                                   | —                                          | —                                 | [ 21 ]                      |
| 2018 | Joan Pera của The Power of Silence                    | Lee Bo-young của Mother                       | Kilian Riedhoff của 54 Hours                                     | Uli Bree, Klaus Pieber của A Dance to Remembrance | —                                                   | —                                          | —                                 | [ 34 ]                      |
| 2019 | Kim Dong-wook của Special Labor Inspector             | Alicia von Rittberg của Lotte am Bauhaus      | Christophe Charrier của Jonas                                    | Jed Mercurio của Bodyguard                        | —                                                   | —                                          | —                                 | [ 23 ]                      |
| 2020 | Waleed Zuaiter của Baghdad Central                    | Gong Hyo-jin của Khi hoa trà nở               | Adam Smith của World on Fire                                     | Lim Sang-choon của Khi hoa trà nở                 | —                                                   | —                                          | —                                 | [ 24 ]                      |
| 2021 | Park Hyuk-kwon của Missing Child                      | Elle Fanning của The Great                    | Cho Yong-won của Missing Child                                   | Russell T Davies của It's a Sin                   | —                                                   | —                                          | —                                 | [ 35 ]                      |

### Truyền HìnhHallyu
| Năm  | Giải Thưởng Lớn   | Top Excellence Award             | Excellence Award                                             | Nam Diễn Viên Xuất Sắc Nhất                                         | Nữ Diễn Viên Xuất Sắc Nhất                                                     | Đạo Diễn Xuất Sắc Nhất               | Biên Kịch Xuất Sắc Nhất                                 | Nhạc Phim Hay Nhất (OST)                                                              | Chú thích            |
| ---- | ----------------- | -------------------------------- | ------------------------------------------------------------ | ------------------------------------------------------------------- | ------------------------------------------------------------------------------ | ------------------------------------ | ------------------------------------------------------- | ------------------------------------------------------------------------------------- | -------------------- |
| 2010 | The Slave Hunters | —                                | —                                                            | - Jang Hyuk của The Slave Hunters - Lee Byung-hun của Mật Danh IRIS | - Go Hyun-jung của Thiện Đức nữ vương - Han Hyo-joo của Người thừa kế sáng giá | Kwak Jung-hwan của The Slave Hunters | Kim Young-hyun và Park Sang-yeon của Thiện Đức nữ vương | —                                                                                     | [ 2 ] [ 12 ] [ 36 ]  |
| 2011 | —                 | Anh ấy là chồng của tôi          | Sungkyunkwan Scandal                                         | Park Yoochun của Sungkyunkwan Scandal                               | Moon Geun-young của Anh ấy là chồng của tôi                                    | Shin Woo-chul của Secret Garden      | Kim Eun-sook của Secret Garden                          | Baek Ji-young của "That Woman" (Secret Garden)                                        | [ 5 ] [ 13 ]         |
| 2012 | —                 | Rooftop Prince                   | The King 2 Hearts                                            | Park Yoochun của Rooftop Prince                                     | Han Ji-min của Rooftop Prince                                                  | —                                    | —                                                       | Taeyeon của "Missing You Like Crazy" (The King 2 Hearts)                              | [ 14 ] [ 37 ] [ 38 ] |
| 2013 | —                 | Arang and the Magistrate         | Dã Vương                                                     | Lee Joon-gi của Arang Sử đạo truyện                                 | Bae Suzy của Cửu Gia Thư                                                       | —                                    | —                                                       | Kim Jaejoong của "Living Like a Dream" (Dr. Jin)                                      | [ 16 ] [ 30 ] [ 39 ] |
| 2014 | —                 | Vì sao đưa anh tới               | Người Thừa Kế                                                | Kim Soo-hyun của Vì sao đưa anh tới                                 | Kim Hee-ae của Tình yêu bị cấm đoán                                            | —                                    | —                                                       | Lyn của "My Destiny" (Vì sao đưa anh tới)                                             | [ 31 ] [ 40 ]        |
| 2015 | —                 | Kill Me, Heal Me                 | - Phát súng hận thù - Pinocchio                              | Lee Joon-gi của Phát súng hận thù                                   | Hwang Jung-eum của Kill Me, Heal Me                                            | —                                    | —                                                       | Taeyeon của "Love, That One Word" (You're All Surrounded)                             | [ 41 ]               |
| 2016 | —                 | Descendants of the Sun           | Hoa trong ngục                                               | Song Joong-ki củaDescendants of the Sun                             | Shin Min-ah của Nữ thần của tôi                                                | —                                    | —                                                       | Gummy của "You Are My Everything" (Descendants of the Sun)                            | [ 20 ]               |
| 2017 | —                 | Mây họa ánh trăng                | - W - The Doctors                                            | Park Bo-gum của Mây họa ánh trăng                                   | Park Bo-young của Cô nàng mạnh mẽ Do Bong-soon                                 | —                                    | —                                                       | Ailee của "I Will Go to You Like the First Snow" (Guardian: The Lonely and Great God) | [ 21 ]               |
| 2018 | —                 | Khi nàng say giấy                | - Fight for My Way - Something in the Rain                   | Park Seo-joon của Fight for My Way                                  | Son Ye-jin của Something in the Rain                                           | —                                    | —                                                       | —                                                                                     | [ 34 ]               |
| 2019 | —                 | The Fiery Priest                 | Doctor Prisoner                                              | Kim Nam-gil của The Fiery Priest                                    | Jang Na-ra của Hoàng hậu cuối cùng                                             | —                                    | —                                                       | Davichi của "Falling In Love" (Vẻ đẹp tâm hồn)                                        | [ 23 ]               |
| 2020 | —                 | Khi hoa trà nở                   | - Hạ cánh nơi anh - Hot Stove League - Vô tình tìm thấy Haru | Kang Ha-neul của Khi hoa trà nở                                     | Son Ye-jin của Hạ cánh nơi anh                                                 | —                                    | —                                                       | Punch của "Like a Heroine in the Movie" (Khi hoa trà nở)                              | [ 24 ]               |
| 2021 | Vincenzo          | Penthouse: Cuộc chiến thượng lưu | - Khởi nghiệp - Taxi Driver - Kairos                         | Song Joong-ki của Vincenzo                                          | Bae Suzy của Khởi nghiệp                                                       | —                                    | —                                                       | Young Tak của "Okay" (Revolutionary Sisters)                                          | [ 42 ] [ 43 ] [ 44 ] |

### People's choice
| Năm  | Phim Truyền Hình Nước Ngoài Được Yêu Thích Nhất Năm      | Phim Được Yêu Thích Nhất | Nam Diễn Viên Được Yêu Thích Nhất                                                                                                | Nữ Diễn Viên Được Yêu Thích Nhất                                                                        | Xu Hướng Mới                   | Siêu Sao Châu Á                                           | Ngôi Sao Châu Á                                                                       | Mango TV Popularity Award             | Chú thích                   |
| ---- | -------------------------------------------------------- | ------------------------ | --- | --- | ------------------------------ | --------------------------------------------------------- | ------------------------------------------------------------------------------------- | ------------------------------------- | --------------------------- |
| 2008 | —                                                        | Sự lựa chọn của trái tim | Lee Joon-gi của Sự lựa chọn của trái tim                                                                                         | Nam Sang-mi của Sự lựa chọn của trái tim                                                                | —                              | —                                                         | —                                                                                     | —                                     |                             |
| 2009 | - CSI - Doctor Who series 4                              | Vườn sao băng            | Kim Hyun-joong cùa Vườn sao băng                                                                                                 | Moon Geun-young của Hoạ sĩ gió                                                                          | —                              | —                                                         | —                                                                                     | —                                     | [ 10 ] [ 45 ] [ 46 ] [ 47 ] |
| 2010 | NCIS season 7                                            | —                        | Lee Seung-gi của Brilliant Legacy                                                                                                | - Lâm Tâm Như của Mỹ nhân tâm kế - Xa Thi Mạn của Cung Tâm Kế                                           | —                              | —                                                         | —                                                                                     | —                                     | [ 7 ]                       |
| 2011 | Xác sống                                                 | —                        | - Park Yoochun của Sungkyunkwan Scandal - Ryunosuke Kamiki của Threads of Our Hearts - Yu Xiaotong của The Dream of Red Mansions | - Jian Man-shu của Where the Rain Never Stops - Xa Thi Mạn của Công chúa giá đáo                        | —                              | —                                                         | —                                                                                     | —                                     | [ 13 ]                      |
| 2012 | Bộ bộ kinh tâm                                           | —                        | - Park Yoochun của Rooftop Prince - Ngô Kỳ Long của Bộ Bộ Kinh Tâm                                                               | - Aoi Miyazaki của Lady Butterfly - Daughter of a Samurai - Wang Ding-zhu của Days We Stared at the Sun | —                              | —                                                         | —                                                                                     | —                                     | [ 14 ]                      |
| 2013 | Mistresses                                               | —                        | - Jung Yunho của King of Ambition - Ngô Kỳ Long của Chinese Detective - Renn Kiriyama của Switch Girl!! season 2                 | Ya-chi Hsu của Are You Christine?                                                                       | —                              | —                                                         | —                                                                                     | —                                     | [ 15 ] [ 30 ]               |
| 2014 | Sherlock series 3                                        | —                        | - Kim Soo-hyun của Vì sao đưa anh tới - Joe Cheng của Love Actually - Hu Ge của Life Revelation                                  | — | —                              | —                                                         | —                                                                                     | —                                     | [ 48 ] [ 49 ] [ 50 ]        |
| 2015 | —                                                        | —                        | — | — | - Marco Polo - Chosen season 3 | - Joe Odagiri - Wallace Chung - Ariel Lin - Trần Bách Lâm | - Trương Hàn - Viêm Á Luân - Kamiki Ryunosuke                                         | - Lee Min-ho - Choo Ja-hyun - The One | [ 51 ]                      |
| 2016 | Dramaworld                                               | —                        | — | — | —                              | —                                                         | - Huỳnh Thu Sinh - Dennis Trillo - Jasper Liu - Rebecca Lim - Mina Fujii - Nhã Phương | —                                     |                             |
| 2017 | Mozart in the Jungle Season 3                            | —                        | — | — | —                              | —                                                         | - Debbie Goh - Hyunri - Satyadeep Misra - Sukollawat Kanarot - Gabby Concepcion       | —                                     | [ 21 ]                      |
| 2018 | —                                                        | —                        | — | — | —                              | —                                                         | - Ryohei Otani - Tatjana Saphira                                                      | —                                     | [ 52 ]                      |
| 2019 | - Kim's Convenience S3 - The Good Doctor - Ashes of Love | —                        | — | — | —                              | —                                                         | —                                                                                     | —                                     | [ 23 ]                      |
| 2020 | - Snowpiercer - Descendants of the Sun - The New Pope    | —                        | — | — | —                              | —                                                         | —                                                                                     | —                                     | [ 24 ]                      |
| 2021 | - I Told Sunset About You - Signal                       | —                        | — | — | —                              | —                                                         | —                                                                                     | —                                     | [ 35 ]                      |

### Giải thưởng đặc biệt
| Năm  | Hạng Mục                                  | Người nhận                             | Chú Thích     |
| ---- | ----------------------------------------- | -------------------------------------- | ------------- |
| 2008 | Star Hall of Fame                         | Choi Bool-am                           | [ 1 ]         |
| 2009 | Star Hall of Fame                         | Choi Ji-woo                            | [ 53 ]        |
| 2015 | 10th Anniversary Hallyu Achievement Award | Lee Young-ae Lee Byung-hoon Lee Min-ho | [ 54 ]        |
| 2015 | Special Invitation                        | Shinya Shokudō Season 3                | [ 54 ]        |
| 2018 | Special Invitation                        | Special Gourmet                        | [ 55 ]        |
| 2019 | Ngôi sao Châu Á                           | Tống Vân Hoa                           | [ 23 ]        |
| 2019 | Ngôi sao Châu Á                           | Haruma Miura                           | [ 23 ]        |
| 2019 | Ngôi sao Châu Á                           | Diêu Tinh Đồng                         | [ 23 ]        |
| 2019 | Ngôi sao Châu Á                           | Alden Richards                         | [ 23 ]        |
| 2019 | Ngôi sao Châu Á                           | Trương Ngọc Ánh                        | [ 23 ]        |
| 2020 | Short-form Drama Golden Bird Prize        | 18h30                                  | [ 24 ]        |
| 2020 | Ngôi sao Châu Á                           | Dingdong Dantes                        | [ 24 ]        |
| 2020 | Ngôi sao Châu Á                           | Ryusei Yokohama                        | [ 24 ]        |
| 2021 | Short-form Drama Golden Bird Prize        | Passengers                             | [ 25 ] [ 56 ] |
| 2021 | Short-form Drama Silver Bird Prize        | Delete Me                              | [ 25 ] [ 56 ] |
| 2021 | Ngôi sao Châu Á                           | Trương Lập Ngang                       | [ 25 ] [ 56 ] |
| 2021 | Ngôi sao Châu Á                           | Kentaro Sakaguchi                      | [ 25 ] [ 56 ] |
| 2021 | Ngôi sao Châu Á                           | Triệu Lộ Tư                            | [ 25 ] [ 56 ] |
| 2021 | Ngôi sao Châu Á                           | Krit Amnuaydechkorn                    | [ 25 ] [ 56 ] |
| 2021 | Ngôi sao Châu Á                           | Amanda Manopo                          | [ 25 ] [ 56 ] |
| 2022 | Ngôi sao Châu Á                           | Kang Daniel                            | [ 26 ]        |
| 2022 | Ngôi sao Châu Á                           | Chung Hán Lương                        | [ 26 ]        |
| 2022 | Ngôi sao Châu Á                           | Yusei Yagi                             | [ 26 ]        |
| 2022 | Ngôi sao Châu Á                           | Belle Mariano                          | [ 26 ]        |
| 2022 | Ngôi sao Châu Á                           | Kha Giai Yến                           | [ 26 ]        |
| 2022 | Ngôi sao Châu Á                           | Krit Amnuaydechkorn                    | [ 26 ]        |
| 2022 | Seoul Business Agency Prize               | Our Beloved Summer                     | [ 26 ]        |